# Sid Ahmed Zerrouki
Sid Ahmed Zerrouki (ur. 30 sierpnia 1970 w Oranie) – algierski piłkarz występujący na pozycji obrońcy.

## Kariera klubowa
Zerrouki karierę rozpoczynał w zespole MC Oran. Trzy razy wywalczył z nim wicemistrzostwo Algierii (1995, 1996, 1997), a także raz Puchar ALgierii (1996). W 1997 roku przeszedł do tunezyjskiego CS Sfaxien i spędził tam sezon 1997/1998. Potem wrócił do Oranu, w którym grał do 2002 roku. W kolejnych latach występował w zespołach ASM Oran, OM Arzew, MC Oran, Mouloudia Wadżda oraz CR Belouizdad. W 2007 roku zakończył karierę.

## Kariera reprezentacyjna
W latach 1993–1997 w reprezentacji Algierii rozegrał 28 spotkań i zdobył 2 bramki. W 1996 roku został powołany do kadry na Puchar Narodów Afryki. Wystąpił na nim w meczach z Zambią (0:0), Sierra Leone (2:0), Burkina Faso (2:1) i RPA (1:2), a Algieria zakończyła turniej na ćwierćfinale.